# 沙伊德湖
62°42′38″N 34°11′7″E / 62.71056°N 34.18528°E
沙伊德湖（俄语：Шайдомозеро），是俄羅斯的湖泊，位於該國西北部，由卡累利阿共和國負責管轄，面積10.24平方公里，湖岸線長度20公里，集水區面積113平方公里，平均水深4.9米，最大水深13.7米。